# Красицкий, Фотий Степанович
Фотий Степанович Красицкий (12 (24) августа 1873, Зелёная Диброва (Городищенский район), Черкасская область — 2 июня 1944, Киев) — украинский художник, классик украинской живописи и графики, внучатый племянник Тараса Шевченко, член АХКУ.

## Биография
Родился художник в крестьянской семье. Образование получил в местной школе.
В 1888—1892 — за деньги Николая Лысенко обучался в Киевской рисовальной школе.
В 1892—1894 — продолжил образование в Одесском художественном училище. Позже уже в 1894—1901 в Высшей художественной школе в Петербурге (мастерская Репина).
Печатал свои рисунки в журналах «Шершень» и «Артистичний Вістник». C 1903 года работал и преподавал в Киеве. Жил на Андреевском спуске.

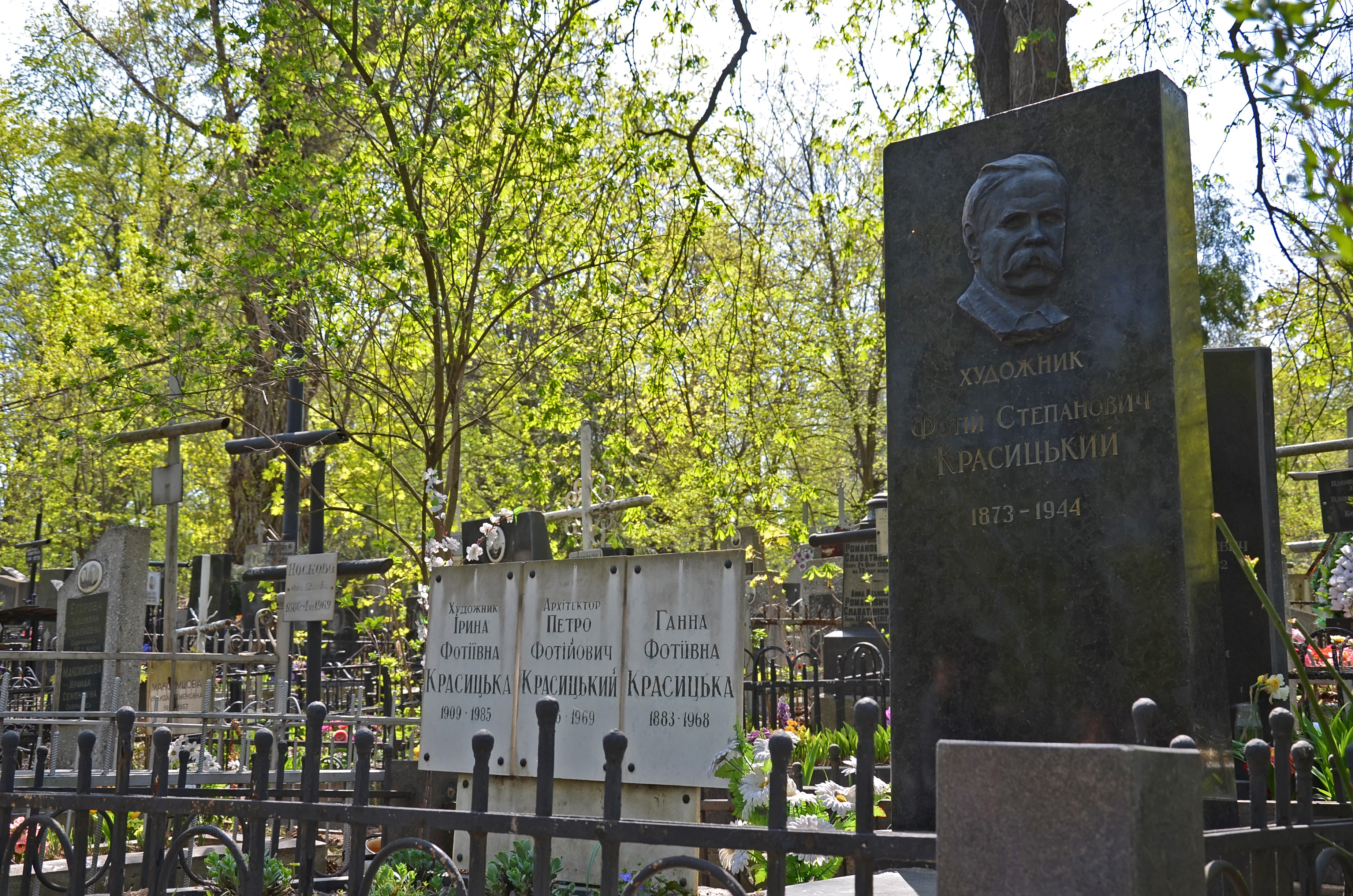
Могила Красицкого Ф. С.

Похоронен на Куренёвском кладбище. Позже его прах был перенесён на Байковое кладбище.

## Творчество
Фотий Красицкий писал портреты селян. Также он писал портреты Михаила Старицкого, Леси Украинки, Тараса Шевченко, Ивана Франко.
Увлечение Красицким украинской этнографией ярко проявилось в его театральных декорациях.